# مولکول

نمایش مدل فضاپرکن مولکول آب که از پیوند دو عنصر هیدروژن و یک اکسیژن به یکدیگر تشکیل شده‌ است.

مولکول یا مُلکول (به فرانسوی: molécule) کوچک‌ترین واحدی از یک ماده است که از دو یا چند اتم که با استفاده از نیروی حاصل از پیوند شیمیایی به یکدیگر متصل شده و کنار هم قرار گرفته‌اند تشکیل شده‌است. یک مولکول می‌تواند جورهسته باشد یعنی فقط از اتم‌های یک نوع عنصر شیمیایی تشکیل شده باشد مانند اتم‌های مولکول اکسیژن (O۲)؛ یا می‌تواند ناجورهسته باشد یعنی عناصر تشکیل دهنده آن بیشتر از یک نوع باشد مانند مولکول آب (H۲O) که از دو عنصر هیدروژن و یک عنصر اکسیژن تشکیل شده‌است.
نسبت اتم‌ها در یک مولکول خاص همیشه ثابت است یا به عبارتی دیگر فرمول مولکولی آن قابلیت ساده‌ شدن ندارد. برای نمونه در مولکول آب نسبت اتم‌های هیدروژن به اکسیژن همیشه ۲ است. تعداد اتم‌های موجود در یک مولکول به وسیله فرمول شیمیایی آن نشان داده می‌شود. البته باید توجه داشت که فرمول شیمیایی به تنهایی نشان‌دهنده ویژگی‌های ماده نیست. ممکن است دو ماده فرمول شیمیایی یکسانی داشته باشند، اما ویژگی‌های آن‌ها کاملاً متفاوت باشد. برای مثال اتانول و دی‌متیل اتر فرمول شیمیایی یکسان اما ویژگی‌های شیمیایی متفاوت دارند که به این مواد ایزومر گفته می‌شود. این نوع ایزومرها، ایزومر ساختاری هستند. گونه دیگری از ایزومرها نیز وجود دارند که فرمول شیمیایی آن‌ها یکسان است اما شکل فضایی آن‌ها متفاوت است و دارای ویژگی‌های فیزیکی و زیستی متفاوت نیز هستند. این نوع ایزومرها، ایزومر فضایی نامیده می‌شوند.

## تعریف
یک مولکول، مجموعه‌ای از اتم‌های یک مادهٔ مشخص دارای فرمول شیمیایی است. واژهٔ مولکول از زبان لاتین گرفته شده و به معنی تودهٔ کوچکی از مواد می‌باشد. برای نمونه مولکول متان(CH4) از یک اتم کربن و چهار اتم هیدروژن تشکیل شده‌است یا یک مولکول آب (H2O) از یک اتم اکسیژن و دو اتم هیدروژن تشکیل شده‌است.
یک مولکول ذرۀ بسیار کوچکی است که دارای قابلیت حرکت و مستعد دادن واکنش شیمیایی با مواد دیگر است، در حالی که اتم از ذره‌های کوچک ثابت‌تری تشکیل شده و جابجایی آنها نیازمند انرژی بسیار زیادی است که برای انجام واکنش‌های هسته‌ای ضروری است.

## ویژگی مولکول‌ها
مولکول‌های یک ماده در حال جنبش و حرکت دایمی هستند. این جنبش مولکول‌ها حرکت براونی نام دارد که برای اولین بار توسط روبرت براون در سال ۱۸۲۱ میلادی کشف شده‌است.
وقتی ماده به شکل گاز است مولکول‌ها دارای جنبش بسیار زیاد هستند و فضای بین مولکول‌ها زیاد است.
در حالت مایع فضای میان‌مولکولی کمتر و جنبش مولکول‌ها نیز کمتر است. در حالت جامد مولکول‌ها به صورت منظم چیده شده‌اند و دارای چرخش به دور یک فضای مشخص هستند.
دمای یک ماده نشانگر میزان جنبش مولکول‌های آن ماده است.
نیروی واندروالسی نیروی ضعیفی‌ست که عامل جاذبۀ میان مولکول‌هاست.

## درشت‌مولکول‌ها
مولکول‌هایی که دارای اندازهٔ بسیار بزرگی هستند و دست کم از چندین هزار اتم تشکیل شده‌اند: مانند پروتئین‌ها، نوکلئیک‌اسیدها و کربوهیدرات‌ها.

## ترکیب‌های نامولکولی
شامل دو دستهٔ بزرگ هستند: ترکیب‌های فلزی و یونی.

### فلزها
فلزها از دسته‌ای از اتم‌های مرتبط با هم تشکیل شده که دارای پیوند فلزی باشند.

### ترکیب‌های یونی
یک ترکیب شیمیایی، که یون‌های مثبت و منفی ذره‌های سازنده آن است. در این ترکیب‌ها هیچ واحد مولکولی مشخصی وجود ندارد. و به‌طور کل اگر بخواهیم به زبان ساده‌تر بگوییم ترکیب یونی ترکیبی است که میان یک فلز و یک نافلز رخ می‌دهد؛ که فلز با از دست دادن الکترون به کاتیون و نافلز با گرفتن الکترون به آنیون تبدیل می‌شود.
1. ↑  «مولکول» [شیمی] هم‌ارزِ «molecule»؛ منبع: گروه واژه‌گزینی. دفتر اول. فرهنگ واژه‌های مصوب فرهنگستان. تهران: انتشارات فرهنگستان زبان و ادب فارسی. شابک ۹۶۴-۷۵۳۱-۳۱-۱ (ذیل سرواژهٔ مولکول)